# إميليانو مارتينيز (لاعب كرة قدم)
إميليانو مارتينيز (بالإسبانية: Emiliano Martínez)‏ هو لاعب كرة قدم أوروغواياني، ولد في 17 أغسطس 1999 في بونتا دل إيستي في الأوروغواي.

## وصلات خارجية
- إميليانو مارتينيز على موقع الاتحاد الأوربي (الإنجليزية)
- إميليانو مارتينيز على موقع قاعدة بيانات كرة القدم.إي يو (الإنجليزية)
- إميليانو مارتينيز على موقع ليكيب (الفرنسية)
- إميليانو مارتينيز على موقع ناشيونال فوتبول تيمز (الإنجليزية)
- إميليانو مارتينيز على موقع Soccerbase.com (لاعب) (الإنجليزية)
- إميليانو مارتينيز على موقع Soccerway.com (الإنجليزية)
- إميليانو مارتينيز على موقع عالم كرة القدم.نت (الإنجليزية)